# 468
| [ Edytuj tabelę ]          |                                          |
| Cesarz Bizancjum           | - 457 Leon I 474                         |
| Król Franków               | - 457 Childeryk I 481                    |
| Chan Hunów                 | - 454 Dengizek 469 - 458 Ernak 469       |
| Król Kentu                 | - 455 Hengest 488                        |
| Patriarcha Konstantynopola | - 458 Gennadiusz I 471                   |
| Władca Korei               | - 413 Changsu 491                        |
| Król Munsteru              | - 453 Óengus 489                         |
| Papież                     | - 461 Hilary I 468 - 468 Symplicjusz 483 |
| Król Persji                | - 459 Peroz I 484                        |
| Cesarz Rzymu               | - 467 Antemiusz 472                      |
| Król Wandalów              | - 428 Genzeryk 477                       |
| Król Wizygotów             | - 466 Euryk 484                          |

Rok 468 / CDLXVIII
stulecia: IV wiek ~
V wiek ~
VI wiek

lata: 458 «
463 «
464 «
465 «
466 «
467 «
468
» 469
» 470
» 471
» 472
» 473
» 478

## Wydarzenia
- Rozegrała się bitwa nad jeziorem Balaton, w której Ostrogoci pokonali Swebów

## Zmarli
- Gunabhadra (misjonarz buddyjski) – buddyjski misjonarz i tłumacz działający w Chinach (ur. 394)
- Hilary - papież.